# جوایز المپیا
جوایز المپیا (به اسپانیایی: Premios Olimpia) جوایز ورزشی آرژانتین هستند که از سال ۱۹۵۴ توسط انجمن روزنامه‌نگاران ورزشی آرژانتین اهدا می‌شوند. جایزهٔ المپیا نقره‌ای به برجسته‌ترین ورزشکاران آرژانتینی سال در ۴۱ رشته ورزشی تعلق می‌گیرد.
برندهٔ جایزه ویژه المپیا طلایی از میان برندگان جوایز المپیا نقره‌ای به عنوان مهم‌ترین شخصیت ورزشی سال انتخاب می‌شود. هر جایزهٔ المپیا به شکل مجسمه است و توسط ماریو کیِریکو مجسمه‌ساز طراحی شده است.

## ورزش‌ها در جوایز المپیا نقره‌ای
- فوتبال
- دو و میدانی
- اتومبیل‌رانی
- بسکتبال
- بوکس
- قایقرانی
- شنا
- وزنه‌برداری
- دوچرخه‌سواری
- شطرنج
- شمشیربازی
- سوارکاری
- تیراندازی
- بیلیارد
- فوتسال
- گلف
- ژیمناستیک
- اسکی
- والیبال
- هندبال
- جودو
- تکواندو
- کشتی
- تنیس روی میز
- موتورسواری
- اسکیت روی یخ
- چوگان
- ورزش‌های پارالمپیک
- راگبی
- هاکی روی چمن
- هاکی با چرخ
- سافت‌بال
- اسکواش
- پیلوتای باسکی
- بوچه
- پدل
- کستوبال

## برندگان جایزه المپیا طلایی
| سال  | برنده                    | ورزش                              | یادداشت |
| ---- | ------------------------ | --------------------------------- | --- |
| ۱۹۵۴ | خوان مانوئل فانخیو       | اتومبیل‌رانی (فرمول یک)            | قهرمان فرمول یک جهان برای دومین بار. |
| ۱۹۵۵ | پاسکوئال پرز             | بوکس حرفه‌ای                       | دو دفاع موفق از قهرمانی پروزن جهان. |
| ۱۹۵۶ | خورخه باتیز              | دوچرخه‌سواری                       | برندهٔ مدال نقره مسابقات جهانی دورچرخه‌سواری پیست UCI. |
| ۱۹۵۷ | پدرو دلاچا               | فوتبال                            | کاپیتان تیم ملی آرژانتین بود که در قهرمانی فوتبال آمریکای جنوبی کوپا آمریکا قهرمان شد. |
| ۱۹۵۸ | اوسوالدو سوارز           | دو و میدانی (دو استقامت)          | برندهٔ سه مدال طلا در مسابقات دو و میدانی قهرمانی آمریکای جنوبی. |
| ۱۹۵۹ | لوئیس فدریک تامپسون      | بوکس حرفه‌ای                       | قهرمان وزن متوسط آرژانتین و بردن قهرمان جهان دون جردن با ناک‌اوت. |
| ۱۹۶۰ | رودولف هوسینگر           | گلایدررانی                        | برندهٔ گلایدررانی قهرمانی جهان. |
| ۱۹۶۱ | لوئیس نیکولائو           | شنا                               | |
| ۱۹۶۲ | نورما بیلون              | تنیس                              | برندهٔ مسابقات اوپن جمهوری و صعود به رنکینگ هفتم جهان. |
| ۱۹۶۳ | خوان کارلوس دیرزکا       | دو و میدانی (دو ۴۰۰ متر)          | برندهٔ مدال طلای بازی‌های پان امریکن و قهرمانی آمریکای جنوبی در سال ۱۹۶۳. |
| ۱۹۶۴ | کارلوس موراتوریو         | سوارکاری                          | برندهٔ مدال نقرهٔ سوارکاری در بازی‌های المپیک ۱۹۶۴ که تنها مدال آرژانتین در این دورهٔ بازی‌های المپیک بود. |
| ۱۹۶۵ | برناردو اوتانو           | راگبی                             | کاپیتان آرژانتین در اولین تور آفریقایی خود و پیروزی تاریخی ۱۱-۶ مقابل جونیور اسپرینگ‌باکس. |
| ۱۹۶۶ | هوراسیو آکاوایو          | بوکس حرفه‌ای                       | برندهٔ عنوان قهرمانی WBA و WBC Flyweight، او ۲ بار با موفقیت از عنوان قهرمانی دفاع کرد. |
| ۱۹۶۷ | روبرتو دی وینچنزو (۱)    | گلف                               | قهرمانی مسابقات اوپن بریتیش، و اولین آرژانتینی که برنده یک قهرمانی بزرگ گلف شد. |
| ۱۹۶۸ | نیکولینو لوچه            | بوکس حرفه‌ای                       | برنده عنوان قهرمانی سبک وزن WBA. |
| ۱۹۶۹ | آلبرتو دمیدی (۱)         | قایقرانی                          | برنده مسابقه تک اسکال در اروپا. |
| ۱۹۷۰ | روبرتو دی وینچنزو (۲)    | گلف                               | برنده مسابقات اوپن آرژانتین، مستر آرژانتین، اوپن رانلاف، جایزه بزرگ اسموگلر قدیمی؛ برنده جایزه باب جونز و جام جهانی (انفرادی). |
| ۱۹۷۱ | آلبرتو دمیدی (۲)         | قایق‌رانی                          | برندهٔ قایق‌های چالش الماس در هنلی رویال رگاتا، مسابقه اسکال تکی در مسابقات قهرمانی قایقرانی اروپا و در رویینگ بازی‌های پان امریکن. |
| ۱۹۷۲ | کارلوس مونزون            | بوکس حرفه‌ای                       | چهار بار دفاع موفق از عناوین قهرمانی WBA ،WBC و رینگ در دستهٔ میان‌وزن جهان در ۱۹۷۲. |
| ۱۹۷۳ | هوراسیو ایگلسیاس         | شنا                               | کسب عنوان قهرمانی جهان در شنای ماراتن حرفه‌ای برای پنجمین بار. |
| ۱۹۷۴ | گیرمو ویلس (۱)           | تنیس                              | رهبری تنیس جایزه بزرگ ۱۹۷۴ و ۷ تورنمنت انجمن حرفه‌ای تنیس، از جمله جایزه بزرگ مسترز ۱۹۷۴. |
| ۱۹۷۵ | گیرمو ویلس (۲)           | تنیس                              | رهبری جایزه بزرگ ۱۹۷۵، برنده ۵ تورنمنت انجمن تنیس حرفه‌ای تنیس و صعود به فینال آزاد فرانسه در بخش انفرادی مردان در ۱۹۷۵. |
| ۱۹۷۶ | خوان کارلوس هریوت        | چوگان                             | پس از کسب مقام سه‌گانه چوگان در سال‌های ۱۹۷۲، ۱۹۷۴ و ۱۹۷۵، برای هفدهمین بار قهرمان مسابقات چوگان آزاد آرژانتین شد. |
| ۱۹۷۷ | گیرمو ویلس (۳)           | تنیس                              | برنده مسابقات آزاد فرانسه در بخش انفرادی مردان، آزاد ایالات متحده در بخش تک‌نفره و ۱۴ مسابقات دیگر انجمن تنیس حرفه‌ای. |
| ۱۹۷۸ | دانیل مارتینازو          | هاکی با چرخ                       | رهبری تیم ملی هاکی با چرخ آرژانتین در راه قهرمانی در جام جهانی هاکی با چرخ. |
| ۱۹۷۹ | دیگو مارادونا (۱)        | فوتبال                            | کاپیتان تیم ملی فوتبال زیر ۲۰ سال آرژانتین در راه کسب قهرمانی جام جهانی فوتبال جوانان ۱۹۷۹ به عنوان بهترین بازیکن مسابقات، فوتبالیست سال آمریکای جنوبی و فوتبالیست سال آرژانتین. |
| ۱۹۸۰ | سرخیو ویکتور پالما       | بوکس حرفه‌ای                       | برندهٔ عنوان قهرمانی بوکس جهان در دستهٔ فوق خروس‌وزن و دفاع موفق از آن در ۱۹۸۰. |
| ۱۹۸۱ | مارسلو الکساندر          | دوچرخه‌سواری                       | برندهٔ مدال طلای مسابقات جهانی دوچرخه‌سواری پیست نوجوانان. |
| ۱۹۸۲ | سانتوس لاسیار (۱)        | بوکس حرفه‌ای                       | برندهٔ عنوان قهرمانی WBA جهان و دو دفاع موفق از آن در ۱۹۸۲. |
| ۱۹۸۳ | سانتوس لاسیار (۲)        | بوکس حرفه‌ای                       | سه دفاع موفق از عنوان قهرمانی WBA جهان در دستهٔ پروزن در ۱۹۸۳. |
| ۱۹۸۴ | سانتوس لاسیار (۳)        | بوکس حرفه‌ای                       | سه دفاع موفق از عنوان قهرمانی WBA جهان در دستهٔ پروزن در ۱۹۸۴. |
| ۱۹۸۵ | هوگو پورتا               | راگبی                             | کاپیتان تیم ملی راگبی آرژانتین که تیم ملی راگبی فرانسه را برای اولین بار شکست داد و به عنوان بهترین بازیکن اتحادیه جهانی راگبی انتخاب شد. |
| ۱۹۸۶ | دیگو مارادونا (۲)        | فوتبال                            | کاپیتان آرژانتین که با این تیم درجام جهانی ۱۹۸۶ قهرمان شد و ضمن انتخاب به عنوان بهترین بازیکن جام جهانی، در این جام گل قرن را به ثمر رساند. برندهٔ عنوان فوتبالیست سال آرژانتین، برندهٔ اونز طلایی، جایزه بهترین ورزشکار بین‌المللی یونایتد پرس و بازیکن سال جهان مجله ورلد ساکر. |
| ۱۹۸۷ | گابریلا ساباتینی (۱)     | تنیس                              | برنده مسابقات آزاد پان پاسیفیک، برایتون بین‌المللی و تورنمنت بوئنوس آیرس. رسیدن به فینال مسابقات قهرمانی اسلم ویرجینیا و آزاد فرانسه در بخش دونفره زنان در ۱۹۸۷. |
| ۱۹۸۸ | گابریلا ساباتینی (۲)     | تنیس                              | برنده مسابقات اسلم ویرجینیا، مدال نقره بازی‌های المپیک تابستانی ۱۹۸۸، رسیدن به فینال آزاد ایالات متحده، برنده آزاد ایتالیا، تورنمنت بوکا راتون، آزاد کانادا و تنیس ویمبلدون بخش دونفرهٔ زنان. پرچم‌دار کاروان ورزشی آرژانتین در بازی‌های المپیک ۱۹۸۸. |
| ۱۹۸۹ | ادواردو رومرو            | گلف                               | برندهٔ جایزه لانکوم، تور اروپایی ۱۹۸۹، مسابقات آزاد آرژانتین و جایزه بزرگ لوس لاگارتوس. |
| ۱۹۹۰ | پدرو روبن دسیما          | بوکس حرفه‌ای                       | برندهٔ عنوان قهرمانی WBC جهان. |
| ۱۹۹۱ | اسکار روجری              | فوتبال                            | کاپیتان آرژانتین در اولین قهرمانی کوپا آمریکا از سال ۱۹۵۹، بازیکن سال آمریکای جنوبی و فوتبالیست سال آرژانتین. |
| ۱۹۹۲ | دیگو دگانو               | شنا                               | برنده ماراتن سانتا فه-کوروندا (مسابقهٔ شنای مسافت طولانی آرژانتین) برای سومین بار. |
| ۱۹۹۳ | مارسلو میلانسیو          | بسکتبال                           | کسب قهرمانی جام باشگاه‌های آمریکای جنوبی با تیم آتناس، مدال برنز تورنمنت آمریکا و مدال نقره قهرمانی بسکتبال آمریکای جنوبی با تیم ملی بسکتبال آرژانتین |
| ۱۹۹۴ | خولیو سزار واسکوئز       | بوکس حرفه‌ای                       | شش دفاع موفق از عنوان قهرمانی WBA جهان در دستهٔ وزن ویژه از جمله دفاع در برابر وینکی رایت بوکسور شکست‌ناپذیر سابق. |
| ۱۹۹۵ | نورا وگا                 | رول‌اسکیت                          | برندهٔ دو مدال طلا، یک نقره و یک برنز بازی‌های پان امریکن ۱۹۹۵، اسکیت‌باز سال آرژانتین. وگا آخرین حامل مشعل بود و دیگ پان امریکن را در طول مراسم افتتاحیه روشن کرد. |
| ۱۹۹۶ | کارلوس اسپینولا          | بادسواری                          | برنده مدال نقرهٔ بادبانی مردانه (طرح میسترال وان) در بازی‌های المپیک تابستانی ۱۹۹۶ |
| ۱۹۹۷ | خوزه مئولانز             | شنا                               | شناگر آرژانتین در بازی‌های المپیک ۱۹۹۶، برندهٔ مدال طلای ۱۰۰ متر پروانه و برنز ۵۰ متر آزاد مسابقات قهرمانی شنای آمریکای جنوبی در ۱۹۹۶، برندهٔ مسابقات قهرمانی شنای آرژانتین در چند رشتهٔ شنا در ۱۹۹۷. |
| ۱۹۹۸ | آندره‌آ نومی گونزالس      | رول‌اسکیت                          | کسب ۱۴ مدال طلا در بازی‌های آمریکای جنوبی ۱۹۹۸. |
| ۱۹۹۹ | گونزالو کوسادا           | راگبی                             | بهترین امتیازآور جام جهانی راگبی ۱۹۹۹ و بخشی از تیم راگبی آرژانتین که برای اولین بار در تاریخ به یک‌چهارم نهایی جام جهانی راگبی رسید. |
| ۲۰۰۰ | لاس لئوناس               | هاکی روی چمن                      | عضو تیم هاکی روی چمن آرژانتین که مدال نقره هاکی روی چمن در بازی‌های المپیک تابستانی ۲۰۰۰ را کسب کرد و به اولین تیم زنان آرژانتین در هر رشته ورزشی تبدیل شد که موفق به کسب مدال المپیک شده است. |
| ۲۰۰۱ | خوزه کوسرس               | گلف                               | برندهٔ مسابقات جهانی میراث RBC، مسابقات کلاسیک جهانی والت دیزنی در تور PGA و دومین آرژانتینی پس از روبرتو دی وینچنزو که در تور PGA برنده شده‌است. |
| ۲۰۰۲ | سسیلیا رونیونی           | هاکی روی چمن                      | برندهٔ جام جهانی هاکی ۲۰۰۲ به عنوان عضو تیم ملی هاکی زنان آرژانتین، بازیکن سال فدراسیون بین‌المللی هاکی، بهترین بازیکن تورنمنت در جام قهرمانی هاکی زنان ۲۰۰۲. |
| ۲۰۰۳ | مانو جینوبیلی (۱)        | بسکتبال                           | برندهٔ فینال‌های ان‌بی‌ای ۲۰۰۲ به عنوان اولین آرژانتینیِ برندهٔ این مسابقات. |
| ۲۰۰۴ | مانو جینوبیلی (۲)        | بسکتبال                           | رهبری تیم آرژانتین در بازی‌های المپیک ۲۰۰۴ که ضمن کسب مدال طلا برای آرژانتین، برای اولین‌بار در این رشته آرژانتین را صاحب مدال المپیک کرد. |
| ۲۰۰۴ | کارلوس توز               | فوتبال                            | رهبری تیم ملی آرژانتین در بازی‌های المپیک ۲۰۰۴ که ضمن کسب مدال طلا برای آرژانتین، برای اولین‌بار در این رشته آرژانتین را صاحب مدال طلای المپیک کرد. |
| ۲۰۰۵ | دیوید نعلبندیان          | تنیس                              | برندهٔ کاپ تنیس مسترز در انفرادی با پیروزی بر راجر فدرر که دو بار از عنوان قهرمانی دفاع کرده و مرد شماره یک تنیس جهان بود. او همچنین اولین آرژانتینی برندهٔ مسابقات پایانی انجمن تنیس حرفه‌ای پس از گیرمو ویلس در ۱۹۷۴ (پس از ۳۱ سال) شد. |
| ۲۰۰۶ | خرمان کیاراویلیو         | دو و میدانی (پرش با نیزه)         | برندهٔ مدال طلای مسابقات قهرمانی دو و میدانی جوانان جهان ۲۰۰۶ و ۶ سانتی‌متر بهبود رکورد پرش با نیزه در ردهٔ جوانان جهان. برندهٔ مدال طلای بازی‌های آمریکای جنوبی ۲۰۰۶، مسابقات قهرمانی ایبرو-آمریکایی ۲۰۰۶، مسابقات قهرمانی دو و میدانی آمریکای جنوبی، و نیز برندهٔ مدال برنز در جام قاره‌ای دو و میدانی ۲۰۰۶. |
| ۲۰۰۷ | آنخل کوبررا              | گلف                               | برندهٔ مسابقات تنیس آزاد آمریکا در ۲۰۰۷ به عنوان اولین آرژانتینی برندهٔ آزاد آمریکا و دومین آرژانتینی برندهٔ یک قهرمانی بزرگ گلف مردان پس از روبرتو دی وینچنزو. |
| ۲۰۰۸ | خوان کروچت               | دوچرخه‌سواری                       | برندهٔ مدال طلای دوچرخه‌سواری امدادی مدیسون (دونفره) در بازی‌های المپیک تابستانی ۲۰۰۸، یکی از دو مدال طلای آرژانتین در المپیک ۲۰۰۸ و اولین مدال دوچرخه‌سواری آرژانتین در بازی‌های المپیک. |
| ۲۰۰۸ | والتر پرز                | دوچرخه‌سواری                       | برندهٔ مدال طلای دوچرخه‌سواری امدادی مدیسون (دونفره) در بازی‌های المپیک تابستانی ۲۰۰۸، یکی از دو مدال طلای آرژانتین در المپیک ۲۰۰۸ و اولین مدال دوچرخه‌سواری آرژانتین در بازی‌های المپیک. |
| ۲۰۰۹ | خوآن مارتین دل پوترو (۱) | تنیس                              | برندهٔ مسابقات تنیس آزاد آمریکا در ۲۰۰۹، پیروزی برابر راجر فدرر که مدافع عنوان قهرمانی در پنج دوره بود و نیز اولین آرژانتینی برنده عنوان قهرمانی این مسابقات از ۱۹۷۷ (پس از گیرمو ویلس). |
| ۲۰۱۰ | لوسیانا آیمار            | هاکی روی چمن                      | برنده جام جهانی با تیم آرژانتین و انتخاب به عنوان بهترین بازیکن جام جهانی، برنده جام قهرمانان هاکی و نیز انتخاب به عنوان بهترین بازیکن این تورنمنت، و برندهٔ جایزه بازیکن سال فدراسیون بین‌المللی هاکی برای هفتمین بار. |
| ۲۰۱۱ | لیونل مسی (۱)            | فوتبال                            | برندهٔ جام‌های لیگ قهرمانان اروپا ۱۱–۲۰۱۰، سوپر جام اروپا ۲۰۱۱، جام باشگاه‌های جهان ۲۰۱۱، لا لیگا ۱۱–۲۰۱۰ و سوپرکاپ اسپانیا ۲۰۱۱ که در همگی بهترین بازیکن جام یا تورنمنت شد. برندهٔ توپ طلای ۲۰۱۱ به عنوان بازیکن سال فوتبال جهان، کسب سومین جایزهٔ توپ طلا، او همچنین در سال ۲۰۱۱ کاپیتان تیم ملی فوتبال آرژانتین شد. |
| ۲۰۱۲ | سرخیو مارتینز            | بوکس حرفه‌ای                       | قهرمانی WBC جهان در دستهٔ میان‌وزن با پیروزی برابر خولیو سزار چاوز جونیور، توسط شورای جهانی بوکس به عنوان بهترین بوکسور سال ۲۰۱۲ انتخاب شد. |
| ۲۰۱۳ | مارکوس مایدانا           | بوکس حرفه‌ای                       | قهرمان WBA جهان در دستهٔ وزن‌ویژه با شکست آدریان برونر بوکسور شکست‌ناپذیر سابق. |
| ۲۰۱۴ | آدولفو کامبیاسو          | چوگان                             | به عنوان کاپیتان تیم چوگان لا دولفینا سومین تاج را برای دومین سال از قهرمانی آزاد آرژانتین، قهرمانی آزاد هورلینگهام و نیز قهرمانی آزاد تورتوگاس کسب کرد که بالاترین افتخار در چوگان محسوب می‌شود. |
| ۲۰۱۵ | پائولا پارتو             | جودو                              | قهرمان مسابقات قهرمانی جودو جهان ۲۰۱۵ در دستهٔ ۴۸ کیلوگرم زنان. |
| ۲۰۱۶ | خوآن مارتین دل پوترو (۲) | تنیس                              | برندهٔ تنیس آزاد استکهلم ۲۰۱۶، مدال نقره بازی‌های المپیک ۲۰۱۶، به تیم آرژانتین کمک کرد تا برای اولین بار جام دیویس را برنده شود، شکست نوواک جوکویچ و اندی مورای مردان شماره ۱ و ۲ جهان. ارتقای رده از ۱۰۴۵ به ۳۸ مردان جهان در سال ۲۰۱۶، برندهٔ جایزه کامبک سال. |
| ۲۰۱۷ | دلفینا پیناتیلو          | شنا                               | برندهٔ دو مدال طلا و یک نقره از مسابقات قهرمانی شنای نوجوانان جهان، ارتقای دو رکورد نوجوانان جهان و سه رکورد نوجوانان آرژانتین. برندهٔ سه مدال طلا، سه نقره و دو برنز مسابقات قهرمانی شنای جوانان آمریکای جنوبی. |
| ۲۰۱۸ | آگوستین کاناپینو         | اتومبیل‌رانی                       | بردن دومین عنوان قهرمانی مسابقات جاده‌ای آرژانتین. |
| ۲۰۱۹ | لوئیس اسکولا             | بسکتبال                           | به آرژانتین در بردن مدال طلای بازی‌های پان امریکن ۲۰۱۹ و مدال نقره جام جهانی بسکتبال کمک کرد و دومین گلزن تاریخ جام جهانی بسکتبال شد. |
| ۲۰۲۰ | دیه‌گو شوارتزمن           | تنیس                              | رسیدن به ردهٔ ۸‌اُم در رده‌بندی انجمن تنیس حرفه‌ای، رسیدن به مسابقات نهایی انجمن تنیس حرفه‌ای ۲۰۲۰ برای بار اول، شکست دادن رافائل نادال نفر شماره ۲ و دومینیک تیم نفر شماره ۳ جهان، رسیدن به تنیس آزاد ایتالیا انفرادی مردان، مسابقات نهایی مسترز ۱۰۰۰ و تنیس آزاد فرانسه در سال ۲۰۲۰. |
| ۲۰۲۱ | لیونل مسی (۲)            | فوتبال                            | به عنوان کاپیتان آرژانتین و بهترین بازیکن، بهترین گلزن و بهترین پاسور کوپا آمریکا ۲۰۲۱، پس از ۲۸ سال قهرمانی در این جام را برای آرژانتین کسب کرد. او همچنین رکورد هفتمین توپ طلا، برنده جایزه پیچیچی برای هشتمین بار و کوپا دل ری ۲۰۲۰ را نیز برای هفتمین بار کسب کرد. |
| ۲۰۲۲ | لیونل مسی (۳)            | فوتبال                            | کاپیتان تیم ملی آرژانتین و بهترین بازیکن و دومین گلزن برتر در جام جهانی ۲۰۲۲، که پس از ۳۶ سال آرژانتین را به قهرمانی جهان رساند. او در این جام رکوردهایی مانند بهترین گلزن آرژانتین در تاریخ جام‌های جهانی، کسب بیشترین جایزه بهترین بازیکن بازی در یک جام (۵ بار) و بیشترین مجموع جایزه بهترین بازیکن بازی در تمام ادوار جام‌های جهانی (۱۱ بار) را کسب کرد. همچنین بردن جام فینالیسیما ۲۰۲۲ با آرژانتین و قهرمانی لیگ ۱ فرانسه با باشگاه پاری-سن ژرمن |
| ۲۰۲۳ | لیونل مسی (۴)            | فوتبال                            | برندهٔ جام لیگ‌ها ۲۰۲۳، جایزه لوریوس بهترین ورزشکار مرد سال جهان، کسب توپ طلا برای هشتمین بار و بهترین بازیکن سال فوتبال فیفا برای دومین بار. |
| ۲۰۲۳ | بلن آدالوز کاستا         | دو و میدانی (دو ۳۰۰۰ متر با مانع) | برنده مدال طلای بازی‌های پان امریکن ۲۰۲۳ و رکوردشکنی پان امریکن. |
| ۲۰۲۴ | امیلیانو مارتینز         | فوتبال                            | برندهٔ کوپا آمریکای ۲۰۲۴، جایزهٔ یاشین بهترین دروازه‌بان سال جهان، جایزه بهترین دروازه‌بان مرد سال فیفا و دستکش طلایی بهترین دروازه‌بان کوپا آمریکا |
| ۲۰۲۴ | فرانکو کولاپینتو         | اتوموبیل‌رانی (فرمول یک)           | اولین آرژانتینی شرکت‌کننده در مسابقات فرمول یک پس از گاستون ماکازانه در ۲۰۰۱، اولین آرژانتینی بود که پس از کارلوس روتمان در گرندپری آفریقای جنوبی در سال ۱۹۸۲ در فرمول یک امتیاز کسب کرد. |